# Ϩ
Cette page contient des caractères spéciaux ou non latins. S’ils s’affichent mal (▯, ?, etc.), consultez la page d’aide Unicode.
Ϩ (minuscule : ϩ), appelé hori, est une lettre de l’alphabet copte utilisée dans l’écriture du copte.

## Représentations informatiques
Le hori peut être représenté à l’aide des caractères Unicode (Grec et copte) suivants :
| lettres   | représentations | chaînes de caractères | points de code | descriptions                |
| --------- | --------------- | --------------------- | -------------- | --------------------------- |
| majuscule | Ϩ               | Ϩ                     | U+03E8         | lettre majuscule copte hori |
| minuscule | ϩ               | ϩ                     | U+03E9         | lettre minuscule copte hori |